# Alte Kirche Mittewald

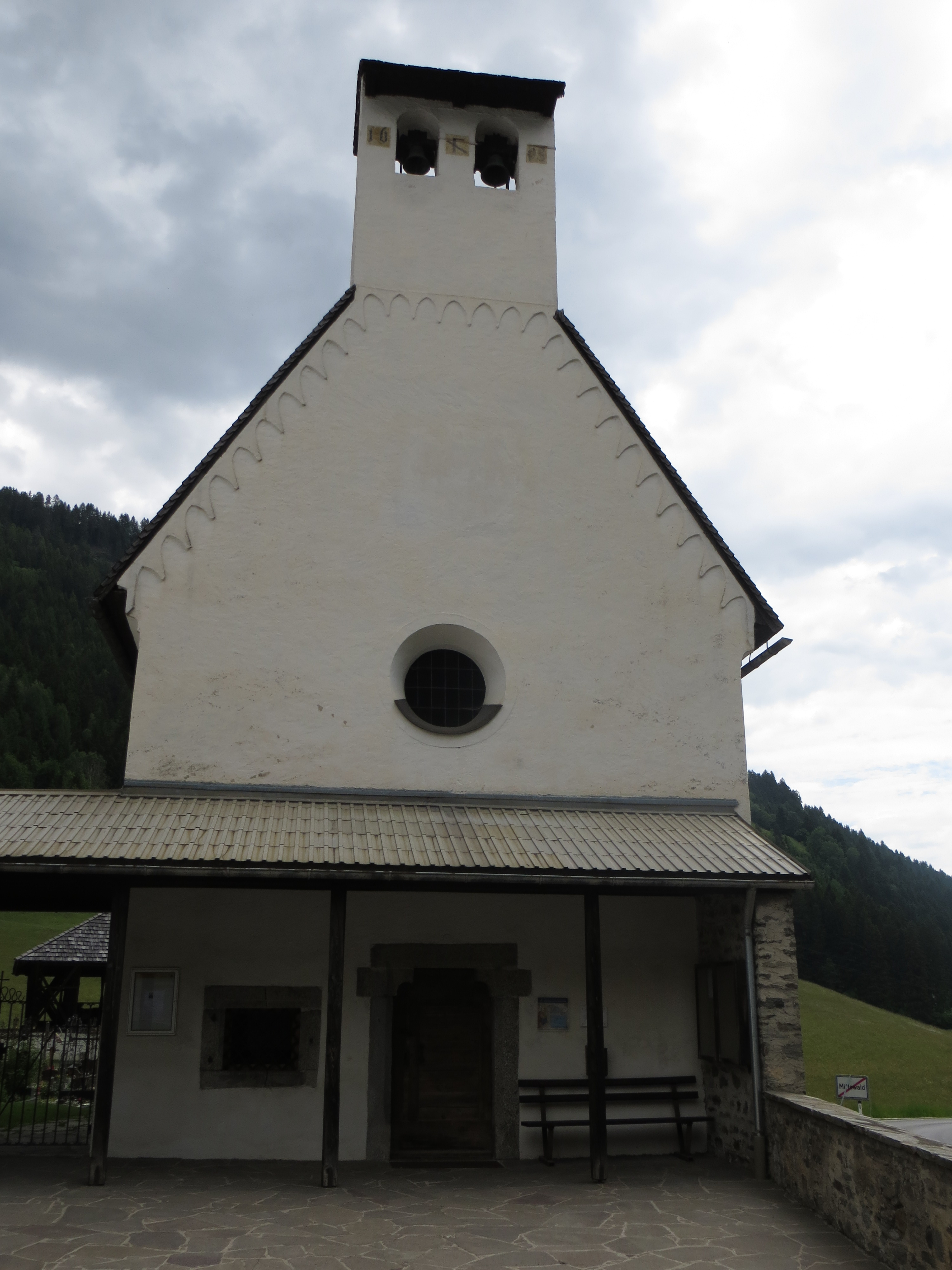
Alte Pfarrkirche hl. Johannes der Täufer in Mittewald

Die Alte Kirche Mittewald steht mittig in Mittewald an der Drau in der Gemeinde Assling im Bezirk Lienz im Bundesland Tirol. Die dem Patrozinium Johannes der Täufer unterstellte römisch-katholische Kirche gehört zum Dekanat Lienz der Diözese Innsbruck. Die Kirche steht unter Denkmalschutz (Listeneintrag).

## Geschichte
Der Kirchenbau wurde urkundlich 1602/1603 als Stiftung von Hans Kempter noch in gotischen Formen neben einem noch älteren östlichen Kapellenbau errichtet, der ältere Kapellenbau wurde zur Sakristei.

## Architektur
Die alte Kirche steht in einem Bauensemble in einem Friedhof und ist baulich mit einem offenen gedeckten Gang mit der neuen Pfarrkirche verbunden. Zum Bauensemble gehört auch das Gasthaus Zur alten Post im Typus der Pustertaler Gasthäuser.
An das Langhaus unter einem steilen Satteldach schließt ein polygonaler Chor an, die Sakristei als ehemalige Kapelle hat eine Rundapsis. Über der Giebelfront thront als Giebelreiter eine Glockenmauer für zwei Glocken.
Das Kircheninnere zeigt ein einschiffiges dreijochiges Langhaus mit einem dreiseitigen Chorschluss unter einen tonnenartigen Gewölbe auf Wanddiensten mit einer Sternrippenstruktur mit runden und quadratischen Schlusssteinen mit Vertiefungen und Bemalung. An der Stirnwand zeigt eine Bauinschrift 1602 und ein Meisterzeichen. Die Sakristei ist kreuzgratgewölbt.

## Ausstattung
Der Hochaltar aus 1603 ist ein Renaissance-Flügelaltar mit einem gesprengten Dreieckgiebel und einem Aufsatz. Der Schrein trägt ein Tonrelief Taufe Christi im Jordan aus dem Umkreis des Bildhauers Hans Reichel. Die Malerei an den Flügeln zeigt außen Mariä Heimsuchung, innen die Heiligen Johannes Evangelist und Margaretha. Die Predella zeigt Brustbilder der Heiligen Johannes der Täufer, Georg, Erzengel Michael, Abraham. Im Aufsatz das Tonrelief Gottvater und darüber Maria mit Josef und Theresia.
Das Bild des Stifters Hans Kempter mit einer Darstellung der Johanneskirche entstand um 1635. Die Bilder Geißelung und Dornenkrönung entstanden in der zweiten Hälfte des 18. Jahrhunderts. Die Statuen der Heiligen Bartholomäus und Petrus entstanden um 1860.